# Шекспір і Компанія
«Шекспір і Компанія» — назва двох незалежних один від одного книжкових магазинів на лівому березі Сени в Парижі. Перший був відкритий Сільвією Біч 19 листопада 1919 року на вулиці Дюпюітрен, 8, а потім, в 1922 році, перенесений в більш просторе приміщення на вулиці Одеон, 12 в VI окрузі Парижа. У двадцятих роках двадцятого століття в ньому збиралися такі письменники, як Езра Паунд, Ернест Хемінгуей, Джеймс Джойс і Форд Медокс Форд. Магазин закрився в 1940 році під час німецької окупації в Парижі. У 1951 році однойменний магазин був відкритий в іншому місці Джорджем Вітменом; він існує і в наш час.

## Магазин Сильвії Біч
Сильвія Біч, американська експатріантка з Нью-Джерсі, заснувала книжковий магазин «Шекспір і Компанія» в 1919 році за адресою: вулиця Дюпюїтрен 8. Книгарня функціонувала як звичайний магазин і як бібліотека. У 1921 році Біч перенесла його в більш просторе приміщення на вулиці Одеон 12, де він проіснував до 1940 року. У цей період магазин був центром англо-американської літературної культури і модернізму в Парижі. Письменники і художники «втраченого покоління», такі як Ернест Хемінгуей, Езра Паунд, Френсіс Скотт Фіцджеральд, Гертруда Стайн, Джордж Антейл і Мен Рей, проводили там левову частку свого часу. Джеймс Джойс, використав книжковий як свого бюро, прозвав його Стратфорд-на-Одеоні. Книги, які Біч відбирала для магазину за власним смаком, вважалися літературою вищої якості. Магазин та його мешканці згадуються у романі «Свято, яке завжди з тобою» Хемінгуея. Клієнти могли придбати чи взяти почитати заборонену в Британії і в Сполучених Штатах книгу Девіда Герберта Лоуренса «Коханець леді Чаттерлей».
У 1922 році Біч опублікувала роман Джойса «Улісс», який також був заборонений у США і Британії. Пізніші видання теж друкувалися у видавництві Шекспір і Компанія.
Цей перший магазин «Шекспір і Компанія» закрився 14 червня 1940 року під час німецької окупації. Причиною стала відмова Біч продати німецькому офіцерові останню книгу Джойса «Поминки по Фіннегану». По закінченні війни Хемінгуей «власноруч звільнив» магазин від загарбників, але заново він так і не відкрився.

## Книжковий магазин Джорджа Вітмена
У 1951 році ще один англомовний магазин під назвою Le Mistral був відкритий на лівому березі Парижа американцем Джорджем Вітменом. Приміщенням для нього послужило будівля монастиря XVI століття, за адресою: вулиця Бюшрі, 37, поруч із площею Сан Мішель і в парі кроків від Сени, Собору Паризької Богоматері та острова Сіте. Подібно «Шекспіру і Компанії», магазин став осередком літературної культури в богемному Парижі. Туди частенько бували письменники біт-покоління, такі як Аллен Гінсберг, Грегорі Корсо і Вільям Сьюард Берроуз.
Після смерті Сільвії Біч у 1964 році Уїтмен перейменував свій магазин в «Шекспір і Компанія» на честь попереднього, пояснивши назву як «роман з трьох слів». Це злиття він назвав «соціалістичною утопією в шатах книжкового магазину». Серед його клієнтів були Генрі Міллер, Анаіс Нін і Річард Райт. У магазині є 13 спальних місць; за словами Уїтмена, 40 000 осіб залишалися там на ніч з часу його відкриття.
Джордж Уїтмен помер 14 грудня 2011 року у віці 98 років. Магазином тепер керує його дочка, Сільвія Біч Уїтмен. У ньому регулярно проводяться недільні чаювання, читання поезії та зустрічі з авторами.
Чотири магазину «Шекспір і Компанія», відкрилися в Нью-Йорку, починаючи з 1981 року, не мають нічого спільного з паризьким тезкою.